# Edgar Vicedo
Edgar Vicedo Ayala, (nacido el 24 de agosto de 1994 en Madrid) es un jugador de baloncesto español que juega con el Hestia Menorca de la Primera FEB. Con 2.03 metros de estatura, juega en la posición de alero. Su padre es el exjugador internacional y entrenador de voleibol Benjamín Vicedo.

## Trayectoria
Formado en la cantera del CB Estudiantes. Además ha sido internacional con España en categorías de formación.
En 2014, tras ser uno de los mejores jugadores en el Mundial sub-19 con 12,7 puntos y 5,8 rebotes de promedio, abandona el Tuenti Móvil Estudiantes rumbo al Peñas Huesca de la Adecco Oro. En los 25 partidos que ha disputado en la Adecco Oro ha sumado 12.6 puntos, ha capturado 4.6 rebotes para 13.1 de valoración.
En mayo de 2015, tras terminar la liga regular de la Liga Adecco Oro, regresa a la Liga ACB en las dos últimas jornadas para tener minutos en el Club Baloncesto Estudiantes.
Edgar Vicedo jugaría durante 9 temporadas en las filas del Movistar Estudiantes de Liga Endesa, en el que jugaría hasta su descenso a Liga LEB Oro. 
El 16 de septiembre de 2021, firma un contrato por un mes con Unicaja Málaga de la Liga Endesa.
El 15 de octubre de 2021, firma por el Baloncesto Fuenlabrada de la Liga Endesa un contrato de 5 semanas, con el que disputa seis partidos con la camiseta fuenlabreña en los que promedia 11 minutos de juego por encuentro.
El 2 de diciembre de 2021, firma un contrato temporal por el Monbus Obradoiro de la Liga Endesa.
El 20 de julio de 2023, firma por el Lenovo Tenerife de la Liga Endesa.
En la temporada 2025-26, firma por el Hestia Menorca de la Primera FEB.

## Internacional
Edgar fue internacional absoluto con la selección española durante las Ventanas FIBA en 2017.